# Cofradía de la Madre de Dios de las Escuelas Pías de Bilbao
La Cofradía de la Madre de Dios de las Escuelas Pías de Bilbao (Vizcaya) España. Es una de las nueve cofradías que participan en la Semana Santa bilbaína.

## Historia
Esta es la más antigua de las llamadas cofradías Colegiales, por haber nacido en el interior de una institución educativa, en este caso, en el colegio de los Padres Escolapios. Las otras son la Cofradía Penitencial del Apóstol Santiago, ligada al extinto colegio de La Salle y la Cofradía Penitencial de la Santa Eucaristía, del colegio de los Jesuitas de Indautxu.
La Cofradía fue fundada el 16 de abril de 1944 en el colegio Calasancio de la Alameda Recalde. Inicialmente la cofradía fue formada casi en su totalidad por alumnos y exalumnos de dicho colegio hasta que en 1989 se traslada la sede a la Parroquia del Pilar. 
La reforma de la Parroquia del Pilar en 2014 hizo que la cofradía se tuviera que trasladar a la parroquia Ntra. Sra del Carmen para procesionar el año 2015.
Tras la buena acogida y la imposibilidad de volver a la parroquia del Pilar por falta de espacio al convertirse en un centro escolar infantil, la cofradía instauró su sede actual en la parroquia de Ntra Sra. Del Carmen.
Participó por primera vez en la Semana Santa del año 1945. En 1948 salió en procesión con el primer paso de El Encuentro que era de pasta de madera y sólo salió ese año.

## Procesiones
- Procesión del Encuentro

Parte de la Iglesia de Ntra. Sra. del Carmen al mediodía del Viernes Santo recorriendo las calles aledañas. Procesionan El Lavatorio y El Encuentro.

## Imaginería
El Encuentro, realizado por Tomás Parés en 1955, es un claro ejemplo de la influencia de la escultura cubista y abstracta, quedando las figuras definidas por geometría abrupta y acabados texturados. Este paso representa a Jesús, que, cargando con la cruz camino del calvario, se encuentra con su madre, arrodillada a sus pies. Se conserva en el Museo de Pasos de Bilbao.

El Lavatorio obra del imaginero vallisoletano Ramón Chaparro, fue adquirido en 2004, representa a Jesús lavando los pies de San Pedro y San Juan. El estilo, de talla completa, es una vuelta al naturalismo. Se conserva en el Museo de Pasos. 